# Armoire aux perroquets (Louvre)
L'armoire aux perroquets est une armoire à décor de marqueterie florale réalisée par l'ébéniste André-Charles Boulle entre 1680/1690-1700 et conservée au musée du Louvre.

## Description

### Aspect général du meuble

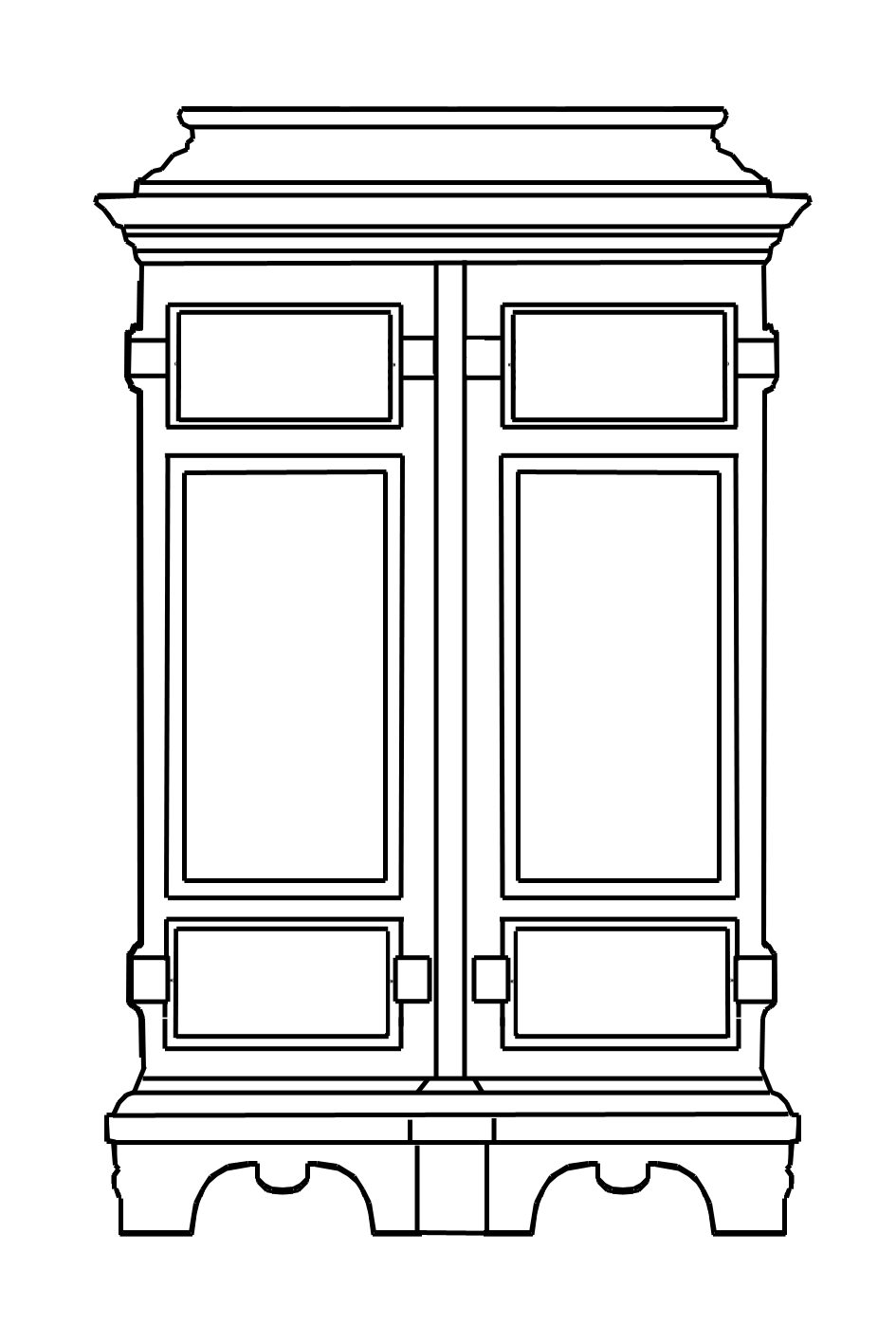
Structure générale de l'armoire

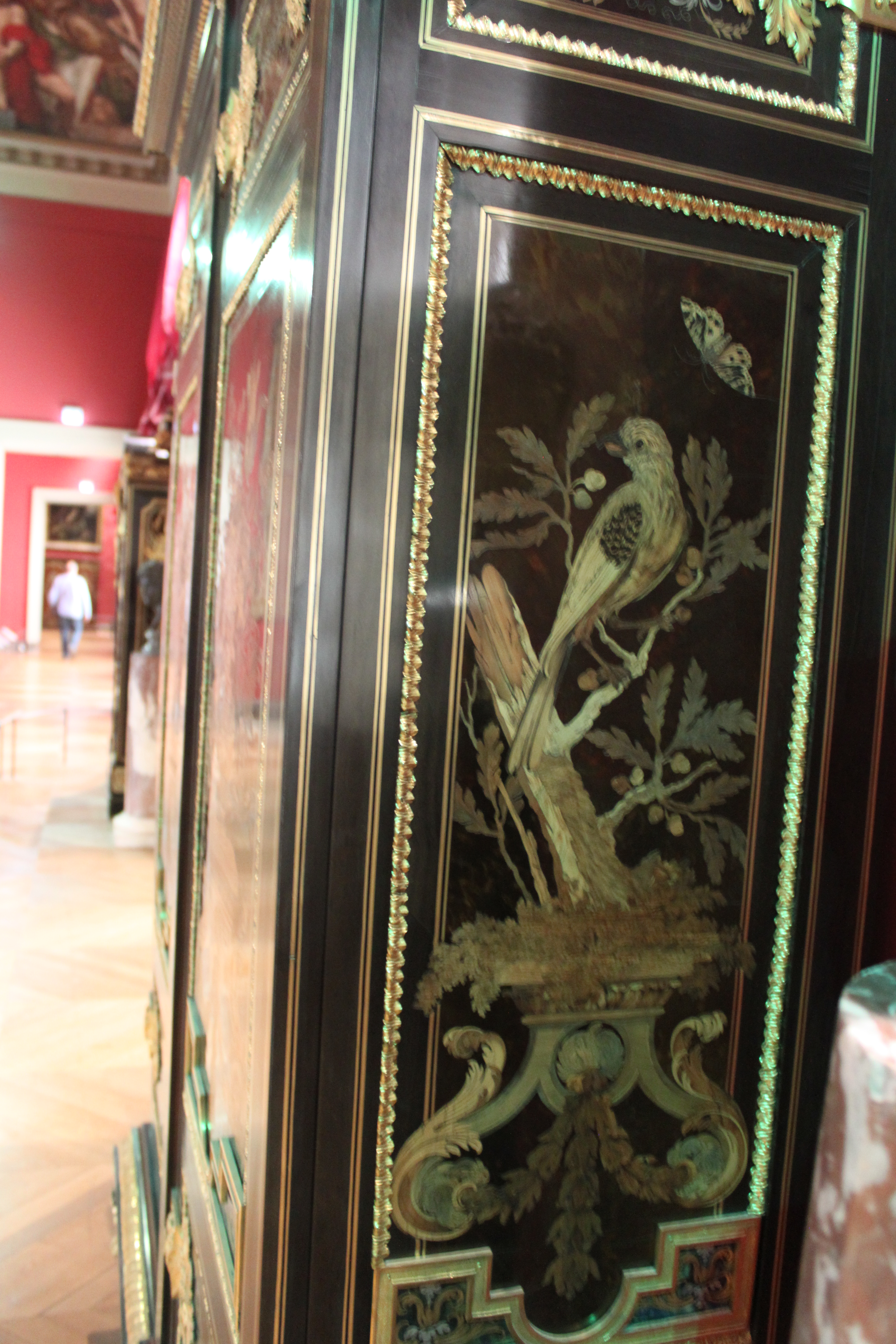
Vue de côté avec le perroquet perché.

L'armoire à décor de marqueterie florale du musée du Louvre est une armoire à un corps et deux battants. Elle repose sur un socle qui forme deux arches rythmées par des têtes de lion en bronze doré. Le corps de l'armoire est divisé en zones géométriques et nettement délimité par des moulurations de bronze. Ces dernières individualisent clairement les deux vantaux séparés par une bande verticale d'ornement en contrepartie. De puissantes ferrures en bronze doré rehaussent les charnières.
Une corniche à denticule surmontée d'un attique en doucine vient couronner l'ensemble. Corniche pourvue de deux serrures permettant de l'ouvrir.
Le socle reposait initialement sur des pieds en boule aplatie disparus, pieds qui assuraient la monumentalité du meuble. Ils ont subsisté sur le pendant du meuble conservé à l'Ermitage.

### Porte de façade
Chaque porte est décorée en façade d'un panneau de marqueterie de bois polychrome représentant une composition florale dans un vase présenté sur une table de marbre. Composition autour de laquelle virevoltent oiseaux et papillons. Le fond de la composition est ici en écaille de torture, ce qui est notable car peu courant. On préfère en effet généralement le bois d'ébène.
Cette thématique présente sur les panneaux de façade, largement répandue au XVIIe siècle, donne parfois son nom à la technique. On parle alors de marqueterie florale.
Si les deux panneaux se ressemblent fortement, ils ne sont cependant pas identiques à l'instar de la production de bois polychrome de Boulle.
Chaque panneau est encadré de deux petits panneaux de marqueterie de métal, le tout formant porte.

### Battants latéraux
Les battants latéraux de l'armoire sont ornés de la même manière que les portes de panneaux en marqueterie de bois polychrome sur fond d'écaille. Ils représentent alors des perroquets perchés. Ces derniers donnent parfois son nom à l’œuvre.

## Analyse

### Technique
L'armoire du musée du Louvre frappe par la diversité des techniques qui la composent. Sur une âme de bois, on trouve en effet à l’œuvre aussi bien de la marqueterie de bois polychrome (ou marqueterie florale), de la marqueterie de métal (appelée aussi marqueterie Boulle) et du bronze doré.
Il s'agit là des trois techniques dont l'ébéniste (et fondeur) André-Charles Boulle fit usage durant sa carrière. 

### Datation
L'absence d'informations liées à la réalisation ou la vente de cette pièce, ainsi que l'absence de poinçons (qui ne deviennent obligatoires en ébénisterie qu'à partir du milieu du XVIIIe siècle) ne permettent pas une datation précise. Néanmoins, la mise en œuvre des trois techniques décrites ci-dessus permet d'établir une datation avec une relative précision. 

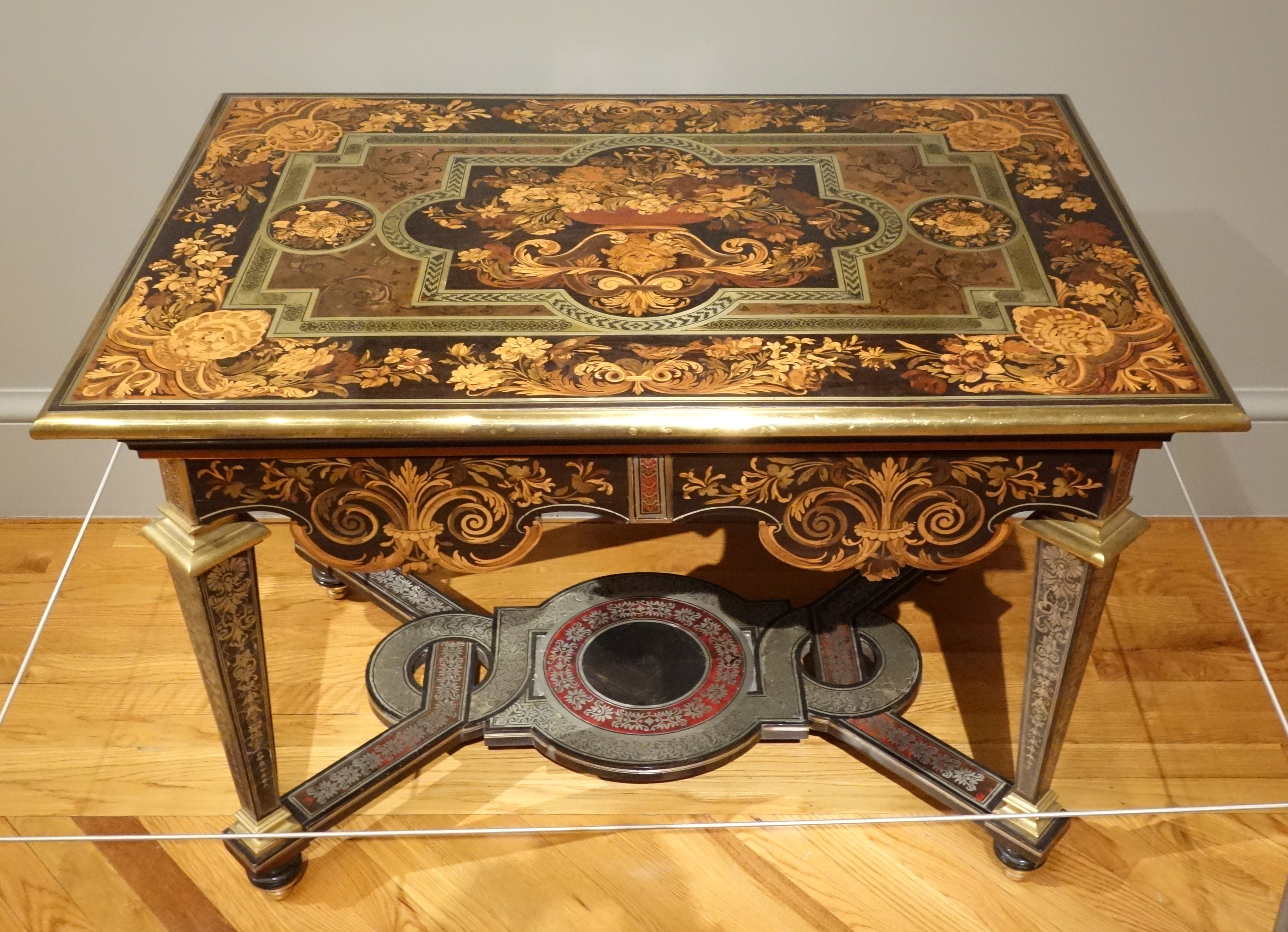
Table, Andre-Charles Boulle, Paris, c. 1670-1680

André-Charles Boulle connait en effet plusieurs phases de production dans sa carrière. Une première durant laquelle il réalise principalement des œuvres en marqueterie de bois polychrome. On pourrait citer à titre de comparaison une table des années 1670-80.
En 1685, l'ébéniste ouvre au sein du Louvre un second atelier. Il s'agit d'une fonderie, ce qui fait de son entreprise le plus grand atelier d'artisanat d'art de la période. Boulle est ainsi le premier à intégrer de manière si approfondie le bronze à ses meubles. L'armoire du Louvre présentant de nombreux éléments de bronze, elle fut probablement réalisée après la fondation du nouvel atelier au Louvre.
Enfin, à partir des années 1700, André-Charles Boulle abandonne dans ses meubles l'usage de la marqueterie de bois polychrome et lui privilégie la marqueterie de métal. Cela est par exemple particulièrement visible sur les armoires dites de Socrate et d'Aspasie conservées au musée du Louvre et datées entre 1700 et 1720.
On peut ainsi estimer que l’œuvre a été réalisée entre l'ouverture de la fonderie du Louvre en 1685 et la fin de la production de marqueterie de bois polychrome vers 1700.

### Historique de l'œuvre
L'armoire du Louvre possède un pendant conservé au musée de l'Ermitage. Cette seconde armoire est légèrement différente (la bande centrale est en première partie et elle conserve ses pieds). On ne sait pour qui les deux œuvres furent créées ni même si elles le furent pour une même personne. L'œuvre appartient à la veille de la Révolution au baron de Breteuil. Elle intègre les collections nationales lors de la Révolution et sera stockée au garde-meuble. Elle en sort pour meubler les résidences de Napoléon Ier, qui appréciait grandement l'art de Boulle. Elle sera ainsi utilisée dans les appartements privés de l'empereur aux Tuileries, puis au château de Saint-Cloud avant d'être utilisée à Fontainebleau dans les différents cabinets topographiques de l'empereur.
Elle rejoint à la chute de l'Empire le Mobilier national avant d'être versée au musée du Louvre en 1872 à la demande de Mme Thiers.